# Liptovský Peter
Liptovský Peter är en by och en kommun i distriktet Liptovský Mikuláš i regionen Žilina i norra Slovakien.

## Geografi
Kommunen ligger på en altitud av 668 meter och täcker en area på 6,12 km². Den har ungefär 1 340 invånare.